# Angry Birds Seasons
Angry Birds Seasons é o segundo jogo da série Angry Birds, foi desenvolvido pela Rovio Entertainment e lançado originalmente para iOS, sendo depois convertido para outras plataformas.
Angry Birds Seasons também se encontra disponível na compilação Angry Birds Trilogy.

## Jogabilidade
Assim como no original Angry Birds, os jogadores usam um estilingue para lançar vários tipos de pássaros, com a intenção de atingir alvos localizados ou dentro deles. Os principais alvos são os porcos, e eles podem ser derrotados diretamente disparando contra, ou através de outras estratégias, como por exemplo: a ave atinge uma estrutura que cai sobre o porco e o destrói. Porcos de pequenos porte são fracos e facilmente derrotados, enquanto os porcos maiores podem sustentar maior dano.

## Anos

### Ano 1
| # | Episódio            | Níveis | Lançamento             |
| - | ------------------- | ------ | ---------------------- |
| 1 | Trick or Treat      | 45     | 21 de outubro de 2010  |
| 2 | Season's Greedings  | 25     | 1 de dezembro de 2010  |
| 3 | Hogs and Kisses     | 18     | 8 de fevereiro de 2011 |
| 4 | Go Green, Get Lucky | 18     | 10 de março de 2011    |
| 5 | Easter Eggs         | 18     | 20 de abril de 2011    |
| 6 | Summer Pignic       | 30     | 22 de junho de 2011    |
| 7 | Moon Festival       | 33     | 2 de setembro de 2011  |

### Ano 2
| # | Episódio           | Níveis | Lançamento             |
| - | ------------------ | ------ | ---------------------- |
| 1 | Ham'o'ween         | 30     | 21 de outubro de 2011  |
| 2 | Wreck the Halls    | 25     | 1 de dezembro de 2011  |
| 3 | Year of the Dragon | 15     | 29 de janeiro de 2012  |
| 4 | Cherry Blossom     | 15     | 7 de março de 2012     |
| 5 | Piglantis          | 30     | 14 de junho de 2012    |
| 6 | Back to School     | 20     | 16 de agosto de 2012 3 |

### Ano 3
| # | Episódio         | Níveis | Lançamento            |
| - | ---------------- | ------ | --------------------- |
| 1 | Haunted Hogs     | 30     | 23 de outubro de 2012 |
| 2 | Winter Wonderham | 25     | 1 de dezembro de 2012 |
| 3 | Abra-Ca-Bacon    | 30     | 16 de maio de 2013    |

### Ano 4
| # | Episódio            | Níveis      | Lançamento             |
| - | ------------------- | ----------- | ---------------------- |
| 1 | Arctic Eggspedition | 1-1 to 1-25 | 29 de novembro de 2013 |
| 2 | South Hamerica      | 1-1 to 1-24 | 3 de julho de 2014     |
| 3 | The Pigs Days       | 61          | 3 de julho de 2014     |

### Ano 5
| # | Episódio                        | Níveis                                | Lançamento             |
| - | ------------------------------- | ------------------------------------- | ---------------------- |
| 1 | Ham Dunk                        | 1-1 to 1-15 (2-1 to 2-15 3-1 to 3-15) | 13 de outubro de 2014  |
| 2 | On Finn Ice                     | 1-1 to 1-25                           | 1 de dezembro de 2014  |
| 3 | Ham Dunk-All Star               | 4-1 a 4-15                            | 6 de fevereiro de 2015 |
| 4 | Tropigal Paradise               | 1-1 to 1-26                           | 30 de abril de 2015    |
| 5 | Ham Dunk-The Finals             | 5-1 a 5-7                             | 4 de junho de 2015     |
| 6 | Invasion of the Egg-Snatchers   | 1-1 a 1-30                            | 21 de outubro de 2015  |
| 7 | Tele-Bird, Bird Wear (Costumes) | 1-1 a 1-5                             | 1 de dezembro de 2015  |
| 8 | Ski or Squeal                   | 1-1 a 1-25                            | 1 de dezembro de 2015  |
| 9 | Power-up Test Site              | 1-1 á 1-5                             | 21 de outubro de 2015  |

10 Fairy Hogmother                              1-1 a 1-15    28 de fevereiro de 2016

## Personagens do jogo
Os mesmos de: Angry Birds (jogo eletrônico) com novos personagens, a rosinha Stella e o laranja Bubu.

### Lançamento
A primeira temporada começou em outubro de 2010, quando Rovio lançou um edition. Angry Birds Halloween, exclusivo para iOS no momento e um jogo separado, incluído os níveis, com música e gráficos com tema Halloween. Em dezembro de 2010, Rovio lançou Estações Angry Birds para iOS, Android e Symbian 3 devices.Seasons introduzidas níveis 25 com temas natalinos, uma para cada dia levando ao feriado, semelhante a um calendário de Advento. Todas as versões incluem os níveis anteriormente exclusivos de Halloween e são oferecidos como aplicativos separados, autônomos pagos, com exceção do, ad-suportado versão gratuita Android; Usuários Angry Birds Halloween no iOS recebeu os níveis das estações como uma atualização gratuita. A versão Halloween foi dado o título do episódio "Trick or Treat", enquanto o episódio de Natal foi intitulado "Season's Greedings". Em fevereiro de 2011, Rovio lançou uma atualização nova do dia dos namorados em Angry Birds Seasons, intitulado "Hogs and Kisses", com novos níveis temáticos e gráficos, bem como a opção de enviar mensagens de Dia dos Namorados Birds com temática irritado através do Facebook. Em março de 2011, Rovio lançou uma nova atualização de St. Patrick Day, intitulado "Go Green, Get Lucky", seguido por uma atualização de Páscoa, intitulada "Easter Eggs", em abril de 2011 e uma atualização de verão, "Summer Pignic", em junho 2011 em setembro de 2011, "Mooncake Festival" foi lançado em conjunto com o chinês Mid-Autumn Festival. 

  A segunda temporada a partir de outubro de 2011, quando "Ham'O'Ween" foi lançado e introduziu um novo pássaro laranja, conhecido como Bubu. [10] Em dezembro de 2011, "Wreck the Halls" foi lançado com 25 níveis Natal-temáticos também dispostos em um ajuste de calendário do Advento. Em janeiro de 2012, "year of the dragon", foi lançado para Estações Angry Birds cerca de Ano Novo Lunar. Ele apresenta a substituição da Águia Poderoso, o dragão poderoso, que circula fora das estruturas e derrota todos os porcos; é livre para usar. A temporada de flor de cerejeira japonesa foi anunciada em 28 de fevereiro de 2012, com uma data de lançamento em 7 de março de 2012 Em junho de 2012, Angry Birds Estações adicionado a sua décima segunda temporada, Piglantis. Foi lançado em 14 de junho, e é o segundo episódio baseado verão (o primeiro episódio a ser Summer Pignic). A principal novidade em Angry Birds Piglantis é física de fluidos: os pássaros, madeira e vidro são flutuante nos níveis de água; no entanto, os porcos e pedra são muito pesados para subir à superfície e afundar-se até que sejam derrotados. Em agosto de 2012, um outro pacote de nível - "Back to School", foi acrescentado. O pacote de nível apresenta um novo pássaro cor de rosa, conhecido como Stella. 

  A terceira temporada começou em outubro de 2012, quando Haunted Hogs foi lançado e foi um episódio de Halloween 3 na série. Acrescentou blocos de fantasmas, o que é visível para todos os itens, exceto os pássaros e os porcos (a menos que eles estão dentro deles). Em 01 de dezembro, Winter Wonderham foi lançado e foi o episódio de Natal 3 da série. Tal como os outros episódios de Natal, é configurado como calendário de advento. Introduziu escorregadio de gelo azul, que faz de madeira, gelo, pedra, pássaros e porcos escorregar em contato. Em maio de 2013, Abra-Ca-Bacon (com base no Dia Mundial do Circo) foi lançado; Tem um tema mágico e apresenta portais mágicos, que pode se teletransportar materiais, aves ou suínos de um portal para outra. 

  A quarta temporada começou em novembro de 2013, quando Arctic Eggspedition foi lançado, o episódio de Natal 4, e é mais uma vez configurado como um calendário de advento com um nível desbloqueado por dia ou todos desbloqueados com uma compra in-app. A temporada continuou em julho de 2014, com Hamrica Sul e Tales porco, um episódio que tem níveis desbloqueados semanais. A partir de 09 de outubro de 2014, o jogo foi atualizado com "Ham Dunk", em comemoração dos Campeonatos da NBA.